# Djingis khan
För andra betydelser, se Djingis khan (olika betydelser).
Djingis khan [ʧiŋgɪs χaːŋ] (Чингис Хаан med mongolisk kyrillisk skrift, transkriberas Tjingis Chaan), född omkring 1162 i Chentij, nuvarande Mongoliet, död 18 augusti 1227 i Yinchuan, Kina, var den mongoliske härskare (khan) som förenade de mongoliska stammarna och upprättade mongolväldet, som under hans sonson Khublai khan skulle komma att bli världshistoriens största sammanhängande imperium.
Djingis khans framgång berodde på en bra militärisk organisation, goda kunskaper inom krigföring samt förmåga att välja sina underlydande. Djingis var världens störste erövrare och även en av de råaste. Minst en miljon människor ska ha mist livet under hans krig och Persien miste sin rikedom och makt under hans tid vid makten. I Djingis rike rådde religionsfrihet och själv hyllade han inte någon viss uppenbarad religion. Mongolerna hade schamaner som ansågs kunna tala med andar och även förmedla viljan från Himmelsfadern (Himlen) och Jordmodern (Jorden) som var de två högsta gudarna inom tengrismen, som mongolerna trodde på.
Forskning kring mitokondriskt DNA har visat på att över 0,5 % av alla nu levande människor kan bära hans gener.  Nästan 8% av männen i det forna mongolriket har i stort sett identiska y-kromosomer med en liten avvikelse ("markör") som antas härröra från en av Djingis khans förfäder. Kromosomerna har spridits genom Djingis och hans söners stora harem och deras övergrepp mot kvinnor i de erövrade folken.

## Biografi

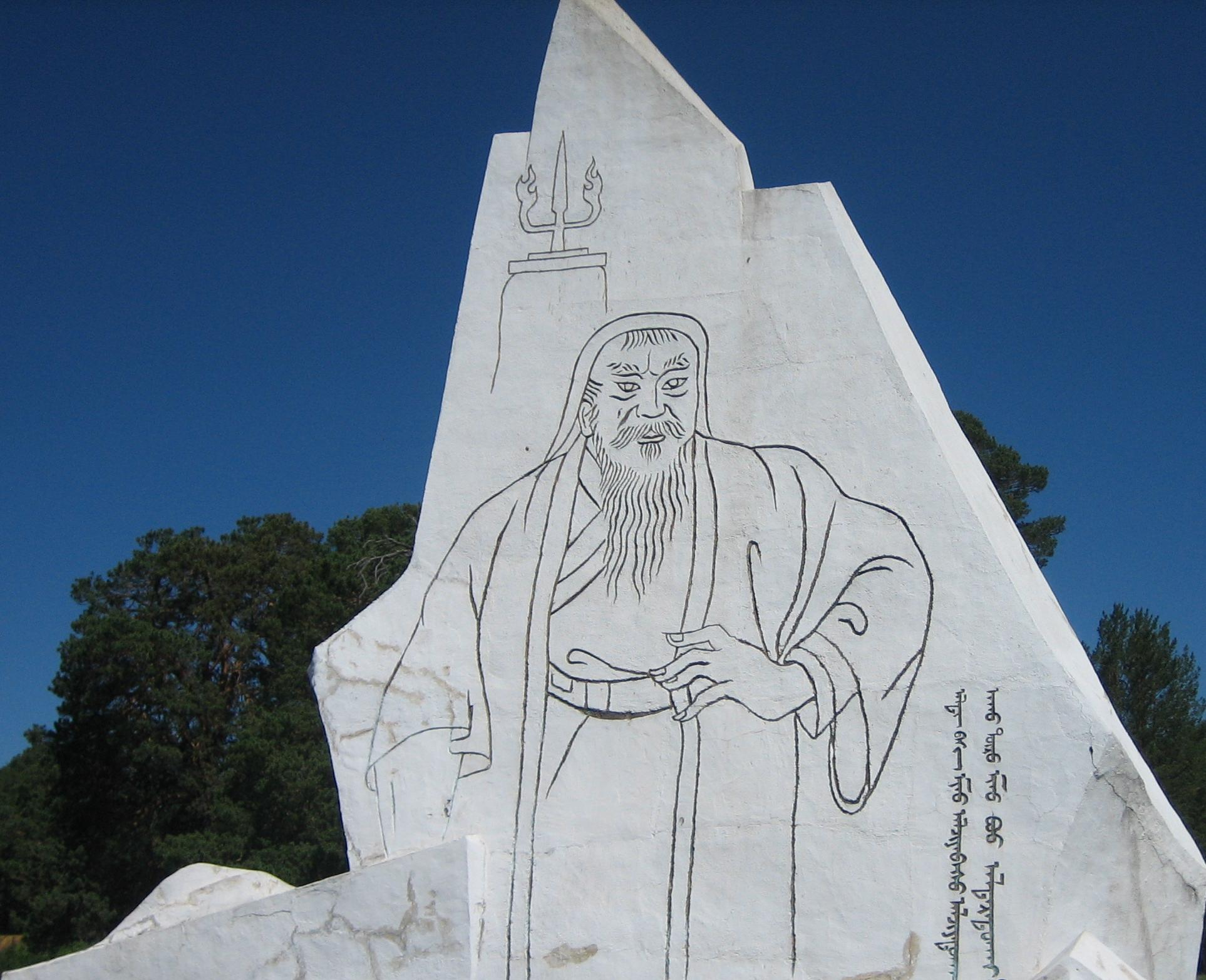
Minnesmonument av Djingis khan utanför Dadal som är en möjlig födelseplats.

Djingis khan föddes sannolikt år 1162 och fick namnet Temüdjin. I boken Mongolernas hemliga historia, förmodligen skriven direkt efter hans död, berättas att han föddes vid floden Onon nära en plats som heter Deluun Boldog. Det finns två platser (80 km från varandra) som bedöms som tänkbara födelseplatser. Den ena är nära Dadal, ca 10 km från Onon men i anslutning till en biflod till Onon. Den utnämndes på 1960-talet som den officiella födelseplatsen. Den andra platsen ligger nära Binder och på gångavstånd från Onon och anses på senare tid vara den mest troliga födelseplatsen.
Han var son till hövdingen Yesügei-Bagatur (den starke) vars folk bebodde området kring Amurs bifloder Chentij, Onon och Ingoda (Ingodi) nära den nuvarande mongoliska huvudstaden Ulan Bator. Modern hette Höelun och hade rövats bort av fadern. Namnet Temüdjin kan översättas med "smed". Fadern sades ha namngett sonen efter en tillfångatagen tatar som han frigivit kort före sonens födelse, detta enligt gammal sed att en människas namn skulle påminna om den viktigaste händelsen vid tiden för hennes födelse.

### Uppväxt
Då Temüdjin var tolv år blev han trolovad med Byrte som tillhörde stammen ongiraderna och hade band till hans mor Höelun. När han var tretton blev hans far Yesügei dödad, förmodligen förgiftad av fiendefolket tatarerna. Modern blev då ensam med fyra egna barn och två styvbarn, utan stöd från sin makes stam och utan annan försörjning än det de unga sönerna kunde jaga. Detta var en hård tid för familjen och kom att starkt prägla Temüdjin, som växte upp utan någon formell utbildning. Tillsammans med sin bror Kasar dödade han sin äldre halvbror Begter/Bektar efter en dispyt om familjens försörjning. Därefter blev Temüdjin vän med sin andra halvbror Belgutei. Eftersom Temüdjins hjordar betade på hans fars betesmarker tvingades han fly till berggruppen Burkan-Kaldun (kiutbyrtjiginernas stamland) och levde ett tag med sin familj som fattiga nomader innan de begav sig till keraiternas härskare Toghril, kallad Ung khan. Tillsammans hämtade de Temüdjins kidnappade hustru Byrte och förintade stammen som låg bakom.

### Enandet av de mongoliska stammarna
Tillsammans med barndomsvännen Jamukha växte sig Temujin starkare tills de splittrades och inbördeskrig utbröt. Efter inledande bakslag rustade Temüdjin den här som senare skulle lägga under sig en femtedel av jordens landyta. De hade alltid varit fruktade krigare men varit underlägsna sina bättre organiserade fiender i söder. Temüdjin skapade en professionell stående här baserad på meritsystem där skicklighet styrde rang, oavsett ursprung. Tillsammans med ny utrustning ledde detta till Jamukhas senare nederlag. Ledaren för den mäktigaste stammen, Toghril  Ung khan, ställde sig (efter att ha tvekat in i det sista) mot Temüdjin vilket ledde till att Toghril  Ung khan blev besegrad. 1203 slog Temüdjin najmanernas khan Tajan vid Amurfloden, vilket ledde till att han blev herre över även västra Mongoliet. Jamukha förråddes av sina närmaste och avrättades av Temüdjin. 1206 sammankallade han ett slags riksförsamling (kurultaj/kuriltaj) till sin födelsebygd och lät där utropa sig till khaghan (med betydelsen "khanernas khan", det vill säga kejsare). En schaman förutsade att han skulle bli hela världens herre, och sa åt honom att byta namnet Temüdjin mot Djingis (betydelsen är debatterad men kan betyda ”Den rätte” eller ”Den ende”, alternativt ”Havet”).

### Invasion av Kina och västra Asien

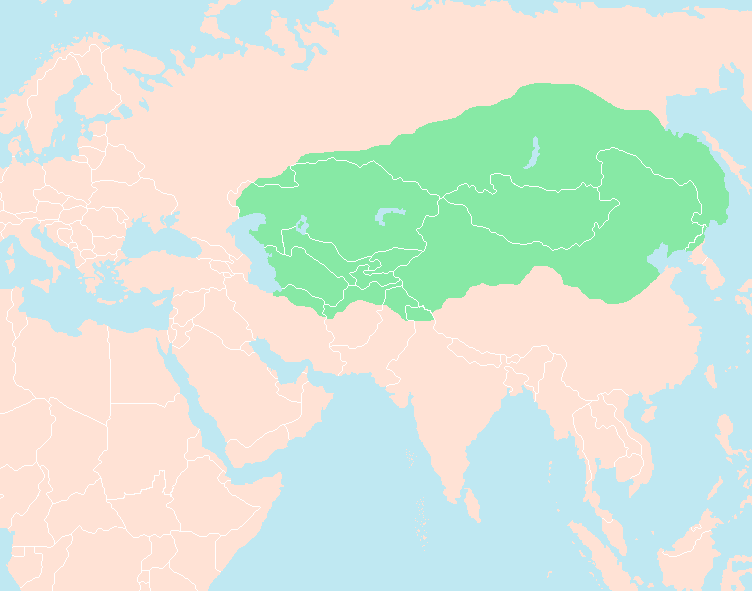
Mongolväldets utbredning vid Djingis khans död.

1210 gick Djingis över kinesiska muren och angrep det tangutiska riket Xixia i norra Kina. Efter att den tangutiske härskaren underkastat sig drog Djingis vidare mot Jin-riket med minst 50 000 man. Efter en rad av strider blev Zhongdu (nuvarande Peking) stormat och förstört 1215 , och därmed var norra Kina erövrat. 1219 lämnade Djingis kriget i öst åt sina generaler och drog själv västerut in i Turkestan, där han med 200 000 man anföll det persiska riket Khwarezm eftersom dess härskare, Ala ad-Din Muhammed II, låtit mörda två av hans sändebud. Djingis segrade utan svårighet, trots att hans motståndare egentligen var militärt överlägsen, och han kunde obehindrat plundra det rika Persien. Buchara (med ett av världens förnämsta bibliotek), Samarkand och landets övriga städer jämnades med marken. I omkring fem år fortsatte Djingis sina skövlingar i denna del av Asien. En grupp mongoler trängde ända bort till Georgien och in i det som idag är Ukraina där de 1223 slog polovzerna och de med dem förbundna rutenska furstarna i slaget vid Kalkafloden.

### Djingis Khans död
Året 1224 återvände Djingis till Mongoliet, men vintern 1225–1226 red han med sin här över den stora Gobiöknen och angrep kungen av Tangut, som inte deltagit i kriget i Persien och som dessutom vägrade lämna ut två av Djingis fiender. Tanguterna besegrades på nytt och huvudstaden Yinchuan förstördes. Under slutet av detta fälttåg dog Djingis, troligtvis år 1227 (eller sent år 1226).
Djingis khans exakta begravningsplats är inte känd, men historiska källor pekar på området i anslutning till berget Burkhan Khaldun 180 km nordost om Ulan Bator i norra Mongoliet. Platsen kallas Qiniandalen i historiekrönikan Yuanshi.

### Uppdelning av Mongolriket
Enligt en av honom själv stiftad arvslag delades hans ofantliga rike i fyra khanat (det område som styrs av en khan), och härskaren över khanatet Kina skulle efterträda honom i värdigheten av khaghan. Hans fyra söner, Jochi, Tjagatai, Ögödei och Tolui kom att styra över en del vardera med Ögödei som officiell khagan och överordnad de andra. Jochi, den äldste hade dock avlidit ett år före sin far och dessutom ansetts ha varit en oäkting sedan han fötts kort efter modern Byrte räddats från merkitisk fångenskap. Hans del (den nordvästra, nuvarande Kazakstan och asiatiska Ryssland) delades mellan Jochis då redan vuxna barn Batu, Berke och Orda (Batu skulle senare med hjälp av Djingis störste general Tsubotai, rida västerut med 150 000 man och nå fram till Tyskland och Wien). Redan före fälttåget mot muslimerna hade det bestämts att Ögödei skulle bli storkhan. Chagatai, den näst äldste sonen hade först hävdat sin egen rätt sedan det var allmänt uppenbart att Jochi inte var Djingis son. Han hade emellertid för att inte anses som maktlysten avstått sin rätt till Ögödei. Den yngste sonen Tolui ansågs ofta vara den lämpligaste, dock var hans personliga maktlystenhet för stor och han hade dessutom en kristen hustru som skulle påverka traditionerna i riket för mycket. Ögödei ansågs "snäll" men var inte den mest handlingskraftige. Han hade lett slakten av upp till 1,2 miljoner muslimer i Guranj (Urgentj) år 1220 men var allmänt "långsam" och gravt alkoholiserad (hans död i förtid år 1242 ledde till att det planerade fälttåget mot Frankrike och Italien fick avbrytas och riket försvagades). Tolui fick styra över hemlandet Mongoliet och fick inget större inflytande men hans söner Möngke, Hulagü Güyuk och Khubilai skulle senare erövra hela dagens Kina, Iran, Irak, Turkiet och Syrien. Först sedan Möngke dött och större delen dragit sig hemåt stoppades mongolerna vid Ain Jalut i Palestina, mongolernas första strategiska nederlag efter nära 60 år som enad nation. Vid Djingis död var mongolernas rike dubbelt så stort som romarriket under Trajanus (när det var som störst) och knappt dubbelt så stort som Alexander den stores rike. Under Khubilai skulle det bli dubbelt så stort som under Djingis.

### Militära strategier
Mongolerna utvecklade militära strategier som gjorde att de vann i princip alla slag de deltog i. Mongolerna använde varierande strategier beroende på motstånd, plats och tillgänglighet. De använde under Djingis khans tid uteslutande kavalleri, men utnyttjade civilbefolkningen som arbetskraft för att ta över städer. Innan Djingis khan gick in i ett nytt territorium samlade han på sig mycket information genom rekognosceringstrupper, som samtidigt brände ner odlingsmark för att erbjuda bättre betesmarker för de mongoliska trupperna när de väl gick till anfall. Mongolerna hade inga trosstrupper som försåg dem med föda, utan de levde på den mat de fick med sig i form av de hästar de hade eller jakt på vägen.
Propaganda ingick som en viktig del i krigföringen, och Djingis khan inledde ofta sina anfall mot städer med att oväntat dyka upp i mindre byar och samhällen, och skapade därmed skräck på landsbygden som spred sig till städerna. Djingis khan såg till att en stor del av landsortsbefolkningen flydde in till städerna för att de på så sätt skulle tära på resurser och bygga upp rädslan för mongolerna. Djingis khan erbjöd alltid sina utvalda mål amnesti. Han hade ett system som skulle skrämma städerna till att ge upp direkt. Det gick ut på att han första dagen av belägringen ställde upp ett vitt tält, om staden gav sig då skonades alla, andra dagen ställde han upp ett rött tält, då dödades alla män i staden. Om staden inte hade gett upp tredje dagen satte han upp ett svart tält som betydde att alla invånare inom murarna skulle dö. Om en stad gick med på hans villkor lämnade han den helt i fred, men om den nekade till dem – eller dödade Djingis förhandlare – gick han skoningslöst fram. När en stad väl skulle intas använde sig mongolerna både av traditionella metoder som belägring och katapulter, samt av nya innovativa sätt, som att avleda floder mot städer, bygga trämurar runt befästningar eller låta civilbefolkningen bygga vallar upp mot stadens murar. Mongolerna använde sina katapulter för att, förutom stenar, även skicka in varma eller brinnande oljor, explosiva material och illaluktande ämnen som skulle skapa skräck i staden.
När en stad intogs hade mongolerna strategier för att plundra staden. Djingis khan införde ett ersättningssystem där alla fick andelar av en plundring, vilket krävde att man centraliserade hanteringen av skatterna som togs. Detta skilde sig från traditionell plundring, där varje person plundrade för egen räkning. Detta medförde också att mongolerna blev mer effektiva i sin plundring, och att de kunde slå ut fiendens flyende armé innan de började sin plundring, vilket innebar att de ofta besparades återerövringsförsök efter att fienden omgrupperats och hämtat förstärkning, vilket annars var vanligt.
Mongolerna tog väl hand om fiendedesertörer, som förutom att erbjuda extra soldater, även kunde bidra med viktig information om fienden. Djingis khan värdesatte alltid duktiga specialister, som till exempel ingenjörer, och försökte alltid ta in fler specialister i sin armé från de områden han tog över.
Vid slag mot traditionella arméer, som till exempel mot de europeiska riddarna, låtsades ofta mongolerna att de höll på att förlora slaget och tog till flykten. De andra stridande följde då efter, men eftersom olika enheter rörde sig olika snabbt blev de mer utspridda. Motståndarnas kavalleri blev trött under de tunga riddarna. När väl mongolerna lät förföljarna komma ikapp på en plats de valt själva använde de sig av pilbågar som ofta hade längre räckvidd än motståndarnas för att decimera motståndet. De kunde också använda sig av explosioner som skadade, förvirrade och sänkte moralen hos fienden.

## Släktträd
Släktträd som täcker Djingis khans förfäder och söner. Gulmarkerade fält indikerar att personen var mongolernas ledare.
| Khaidu (†1100)              |                             |                             |                             |                             |                             |  |  |                              |                              |                              |                              |                              |                              |                             |                             |                             |                             |                             |                             |                       |                       |  |  |                      |                      |                      |                      |                      |                      |
|                             |                             |                             |                             |                             |                             |  |  |                              |                              |                              |                              |                              |                              |                             |                             |                             |                             |                             |                             |                       |                       |  |  |                      |                      |                      |                      |                      |                      |
| Khabul Khan (r. 1140–1148)  | Khabul Khan (r. 1140–1148)  | Khabul Khan (r. 1140–1148)  | Khabul Khan (r. 1140–1148)  | Khabul Khan (r. 1140–1148)  | Khabul Khan (r. 1140–1148)  |  |  |                              |                              |                              |                              |                              |                              | Ambakai khan (r. 1149–1156) | Ambakai khan (r. 1149–1156) | Ambakai khan (r. 1149–1156) | Ambakai khan (r. 1149–1156) | Ambakai khan (r. 1149–1156) | Ambakai khan (r. 1149–1156) |                       |                       |  |  |                      |                      |                      |                      |                      |                      |
| Khabul Khan (r. 1140–1148)  | Khabul Khan (r. 1140–1148)  | Khabul Khan (r. 1140–1148)  | Khabul Khan (r. 1140–1148)  | Khabul Khan (r. 1140–1148)  | Khabul Khan (r. 1140–1148)  |  |  |                              |                              |                              |                              |                              |                              | Ambakai khan (r. 1149–1156) | Ambakai khan (r. 1149–1156) | Ambakai khan (r. 1149–1156) | Ambakai khan (r. 1149–1156) | Ambakai khan (r. 1149–1156) | Ambakai khan (r. 1149–1156) |                       |                       |  |  |                      |                      |                      |                      |                      |                      |
|                             |                             |                             |                             |                             |                             |  |  |                              |                              |                              |                              |                              |                              |                             |                             |                             |                             |                             |                             |                       |                       |  |  |                      |                      |                      |                      |                      |                      |
| Bartan Baghatur             | Bartan Baghatur             | Bartan Baghatur             | Bartan Baghatur             | Bartan Baghatur             | Bartan Baghatur             |  |  | Hotula Khan (1156–1160/1164) | Hotula Khan (1156–1160/1164) | Hotula Khan (1156–1160/1164) | Hotula Khan (1156–1160/1164) | Hotula Khan (1156–1160/1164) | Hotula Khan (1156–1160/1164) |                             |                             |                             |                             |                             |                             |                       |                       |  |  |                      |                      |                      |                      |                      |                      |
| Bartan Baghatur             | Bartan Baghatur             | Bartan Baghatur             | Bartan Baghatur             | Bartan Baghatur             | Bartan Baghatur             |  |  | Hotula Khan (1156–1160/1164) | Hotula Khan (1156–1160/1164) | Hotula Khan (1156–1160/1164) | Hotula Khan (1156–1160/1164) | Hotula Khan (1156–1160/1164) | Hotula Khan (1156–1160/1164) |                             |                             |                             |                             |                             |                             |                       |                       |  |  |                      |                      |                      |                      |                      |                      |
| Yesugei (1160?–1171)        | Yesugei (1160?–1171)        | Yesugei (1160?–1171)        | Yesugei (1160?–1171)        | Yesugei (1160?–1171)        | Yesugei (1160?–1171)        |  |  | Höelun                       | Höelun                       | Höelun                       | Höelun                       | Höelun                       | Höelun                       |                             |                             |                             |                             |                             |                             |                       |                       |  |  |                      |                      |                      |                      |                      |                      |
| Yesugei (1160?–1171)        | Yesugei (1160?–1171)        | Yesugei (1160?–1171)        | Yesugei (1160?–1171)        | Yesugei (1160?–1171)        | Yesugei (1160?–1171)        |  |  | Höelun                       | Höelun                       | Höelun                       | Höelun                       | Höelun                       | Höelun                       |                             |                             |                             |                             |                             |                             |                       |                       |  |  |                      |                      |                      |                      |                      |                      |
|                             |                             |                             |                             |                             |                             |  |  |                              |                              |                              |                              |                              |                              |                             |                             |                             |                             |                             |                             |                       |                       |  |  |                      |                      |                      |                      |                      |                      |
| Djingis khan (r. 1206–1227) | Djingis khan (r. 1206–1227) | Djingis khan (r. 1206–1227) | Djingis khan (r. 1206–1227) | Djingis khan (r. 1206–1227) | Djingis khan (r. 1206–1227) |  |  | Byrte                        | Byrte                        | Byrte                        | Byrte                        | Byrte                        | Byrte                        |                             |                             |                             |                             |                             |                             |                       |                       |  |  |                      |                      |                      |                      |                      |                      |
| Djingis khan (r. 1206–1227) | Djingis khan (r. 1206–1227) | Djingis khan (r. 1206–1227) | Djingis khan (r. 1206–1227) | Djingis khan (r. 1206–1227) | Djingis khan (r. 1206–1227) |  |  | Byrte                        | Byrte                        | Byrte                        | Byrte                        | Byrte                        | Byrte                        |                             |                             |                             |                             |                             |                             |                       |                       |  |  |                      |                      |                      |                      |                      |                      |
|                             |                             |                             |                             |                             |                             |  |  |                              |                              |                              |                              |                              |                              |                             |                             |                             |                             |                             |                             |                       |                       |  |  |                      |                      |                      |                      |                      |                      |
|                             |                             |                             |                             |                             |                             |  |  |                              |                              |                              |                              |                              |                              |                             |                             |                             |                             |                             |                             |                       |                       |  |  |                      |                      |                      |                      |                      |                      |
| Jochi (†1227)               | Jochi (†1227)               | Jochi (†1227)               | Jochi (†1227)               | Jochi (†1227)               | Jochi (†1227)               |  |  | Tjagatai khan (†1242)        | Tjagatai khan (†1242)        | Tjagatai khan (†1242)        | Tjagatai khan (†1242)        | Tjagatai khan (†1242)        | Tjagatai khan (†1242)        |                             |                             | Ögödei (r. 1229–1241)       | Ögödei (r. 1229–1241)       | Ögödei (r. 1229–1241)       | Ögödei (r. 1229–1241)       | Ögödei (r. 1229–1241) | Ögödei (r. 1229–1241) |  |  | Tolui (r. 1228–1229) | Tolui (r. 1228–1229) | Tolui (r. 1228–1229) | Tolui (r. 1228–1229) | Tolui (r. 1228–1229) | Tolui (r. 1228–1229) |

## Filmatiseringar
- 1956 – Erövraren
- 1965 – Djingis Khan
- 2007 – Mongol